# Vizhnitz

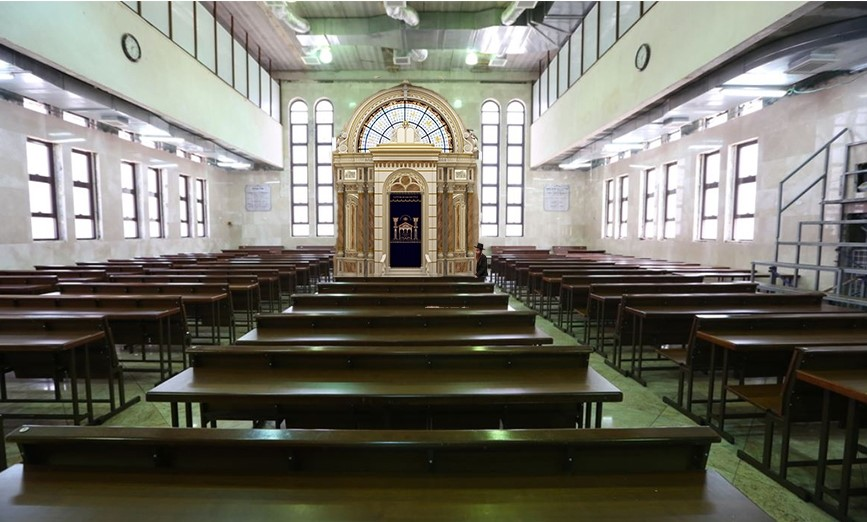
Een synagoge van de Vizhnitz in Beit Shemesh, met een nieuwe Aron hakodesj

Vizhnitz (Jiddisch: וויזשניץ הויף , Hebreeuws: חסידות ויז'ניץ) is de naam van een van de grootste chassidische bewegingen, begonnen in de tweede helft van de 19e eeuw. De naam is afgeleid van de Oekraïense stad Vyzjnytsja of Vizhnitz (in het Jiddisch). Sinds het einde van de Tweede Wereldoorlog wonen de meeste Vizhnitzer chassidim in Israël, de Verenigde Staten, Canada en het Verenigd Koninkrijk.

## Lijst van rebbes
- Menachem Mendel Hager (17 mei 1830 - 18 oktober 1884) werd geboren in Kosiv, Oblast Ivano-Frankivsk. Hij werd op zijn vierentwintigste als rebbe aangewezen. Hij had twee zoons, Baruch Hager en Yaakov David. Hij werd bekend en bewonderd voor zijn liefdadigheid, oprechtheid in gebed en liefde voor Eretz Yisrael. Hij overleed op 18 oktober 1884.
  - Baruch Hager (1845-1892) werd na het overlijden van zijn vader op veertigjarige leeftijd als tweede rebbe van de Viznitz aangewezen. Hij was acht jaar lang de rebbe van de Vizhnitz, tot zijn overlijden in 1892. Hij had 11 kinderen: 9 zoons en 2 dochters. Vanz zijn zoon werden er 8 rebbes, terwijl er een op jonge leeftijd stierf. Zijn oudste zoo, Yisroel Hager (1860-1936), volgde hem op in Vyzjnytsja; Chaim werd rebbe in Ottynia; Moshe in Suceava; Shmuel Avrohom Abba in Horodenka; Yaakov Yitzchok Dovid in Storozhynets; Pinchos in Borșa; Feivish in Zelisjtsjik; Yechiel Michel volgde zijn broer in Horodenka op en Sholom Yosef Friedman werd de rebbe van Sadhora.
    - Yisroel Hager (20 augustus 1860- 2 juni 1936) was de eerste zoon van rebbe Baruch Hager en was de derde rebbe van de Viznitz. Hij trouwde met de dochter van rebbe Meir Horowitz van de chassidische beweging Ropsjitz. In 1893 werd hij aangewezen als rebbe van de Vizhnitz. Tijdens de Eerste Wereldoorlog verhuisde hij naar Grosswardein (tegenwoordig Oradea), waar hij tot zijn overlijden op 2 juni 1936 bleef wonen. Zijn vrouw baarde hem elf kinderen, waarvan vijf zoons en zes dochters. In 1949 werden zijn stoffelijke resten overgebracht naar Israël en opnieuw begraven in Bnei Brak.
      - Menachem Mendl Hager (15 augustus 1886 - 12 januari 1941) is de oudste zoon van de derde rebbe van de Vizhnitz. Op 20 november 1904 huwde hij met 17-jarige Jente Miriam Chodorov. Hij was de rebbe van Vișeu de Sus.
        - Baruch Hager (30 april 1908 - 15 december 1944) was een zoon van Menachem Mendl Hager. Hij overleed in Auschwitz.
        - Yehuda Mayer Hager (30 augustus 1912 - 29 april 1969) was een zoon van Menachem Mendl Hager. Hij overleed in New York.

      - Eliezer Hager (31 januari 1891 - 29 augustus 1945) was een zoon van de derde rebbe van de Vizhnitz.
      - Baruch Hager (1895 - 2 oktober 1963) was een zoon van de derde rebbe van de Vizhnitz. Hij had 3 zoons en 1 dochter. Hij stierf in Tel Aviv.
      - Chaim Meir Hager (1 december 1888 - 24 maart 1972) is een zoon van de derde rebbe van de Vizhnitz en de vierde Vizhnitzer Rebbe. Hij was gehuwd met Margalia Twersky, dochter van de rebbe van Rachmastrivka. Hij maakte rond 1915 alia en vestigde zich in Bnei Brak. Hij had twee zoons, Moshe Yehoshua en Mordechai, en twee dochters, Miriam en Tziporah.
        - Moshe Yehoshua Hager (14 juni 1916 - 14 maart 2012) overleefde de Holocaust en vestigde zich daarna in Israël. Hij stierf op 13 maart 2012, op 95-jarige leeftijd. Hij was gehuwd met Leah Esther Paneth en samen hadden zij zes kinderen: twee zoons (Yisroel en Menachem Mendel) en vier dochters (Hannah Chaya, Sasha, Sara en Hinda).
          - Yisroel Hager (geboren 19 april 1945) is een zoon van Moshe Yehoshua Hager (1916-2012) en een van de twee grootrabbijnen van Bnei Brak. Hij is vernoemd naar zijn overgrootvader Yisroel Hager (1860-1936). Hij is gehuwd met rebbetzin Sarah Chaya Chana en heeft samen met haar acht kinderen: drie zoons en vijf dochters.
          - Menachem Mendel Hager (geboren 28 november 1957) is een zoon van Moshe Yehoshua Hager (1916-2012) en een van de twee grootrabbijnen van Bnei Brak. Hij heeft vier kinderen: een zoon en drie dochters.

        - Mordechai Hager (14 juli 1922 - 16 maart 2018) overleefde de Holocaust en vestigde zich in 1948, samen met zijn schoonvader, in de Verenigde Staten. Hij woonde eerst in Boro Park en daarna in Williamsburg. Hij trouwde met Figa Malka (1899-1968), maar zij stierf kinderloos. Hij hertrouwde met haar jongere zus, Sima Mirel, en samen kregen zij 14 kinderen (zes zoons en acht dochters). Hij was 46 jaar lang rebbe en op het moment van zijn overlijden was hij de oudste chassidische rebbe. Hij las 18 uur per dag in de Torah en beval zijn volgelingen om minimaal 2 uur in de Torah te lezen. Hij zou er bezwaar tegen hebben om gefotografeerd te worden en heeft zelfs een beroep op de redactie van Haredi-kranten gedaan om zijn foto's niet te publiceren. Naast het houden van een zeer strikt koosjer dieet, was hij persoonlijk een lacto-ovo-pesco-vegetariër, hoewel hij nooit de belangrijkste reden voor deze praktijk heeft uitgesproken en anderen niet heeft aangemoedigd zijn voorbeeld te volgen.
          - Pinchas Shalom Hager (1948-2015), zoon van rebbe Mordechai Hager (1922-2018) en rabbijn in Boro Park. Hij heeft 9 kinderen.
          - Yisrael Hager, zoon van rebbe Mordechai Hager (1922-2018) en rabbijn in Monsey
          - Menachem Mendel Hager, zoon van rebbe Mordechai Hager (1922-2018) en rabbijn in Kiamesha Lake
          - Yitzchok Yochonon Hager, zoon van rebbe Mordechai Hager (1922-2018) en rabbijn in Williamsburg
          - Eliezer Zev Hager, zoon van rebbe Mordechai Hager (1922-2018) en rabbijn in Jeruzalem
          - Duvid Hager, zoon van rebbe Mordechai Hager (1922-2018) en rabbijn in Londen
          - Ahron Hager, zoon van rebbe Mordechai Hager (1922-2018) en rabbijn in Montreal
          - Boruch Shamshon Hager, zoon van rebbe Mordechai Hager (1922-2018) en rabbijn in Bet Shemesh

Rebbes van de Vizhnitz
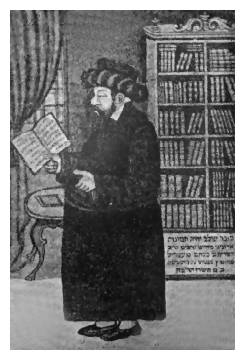
Menachem Mendel Hager (1830-1884), de eerste Viznitzer Rebbe
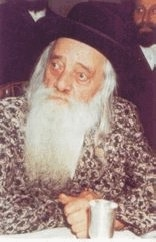
Chaim Meir Hager (1888-1972), de vierde Viznitzer Rebbe
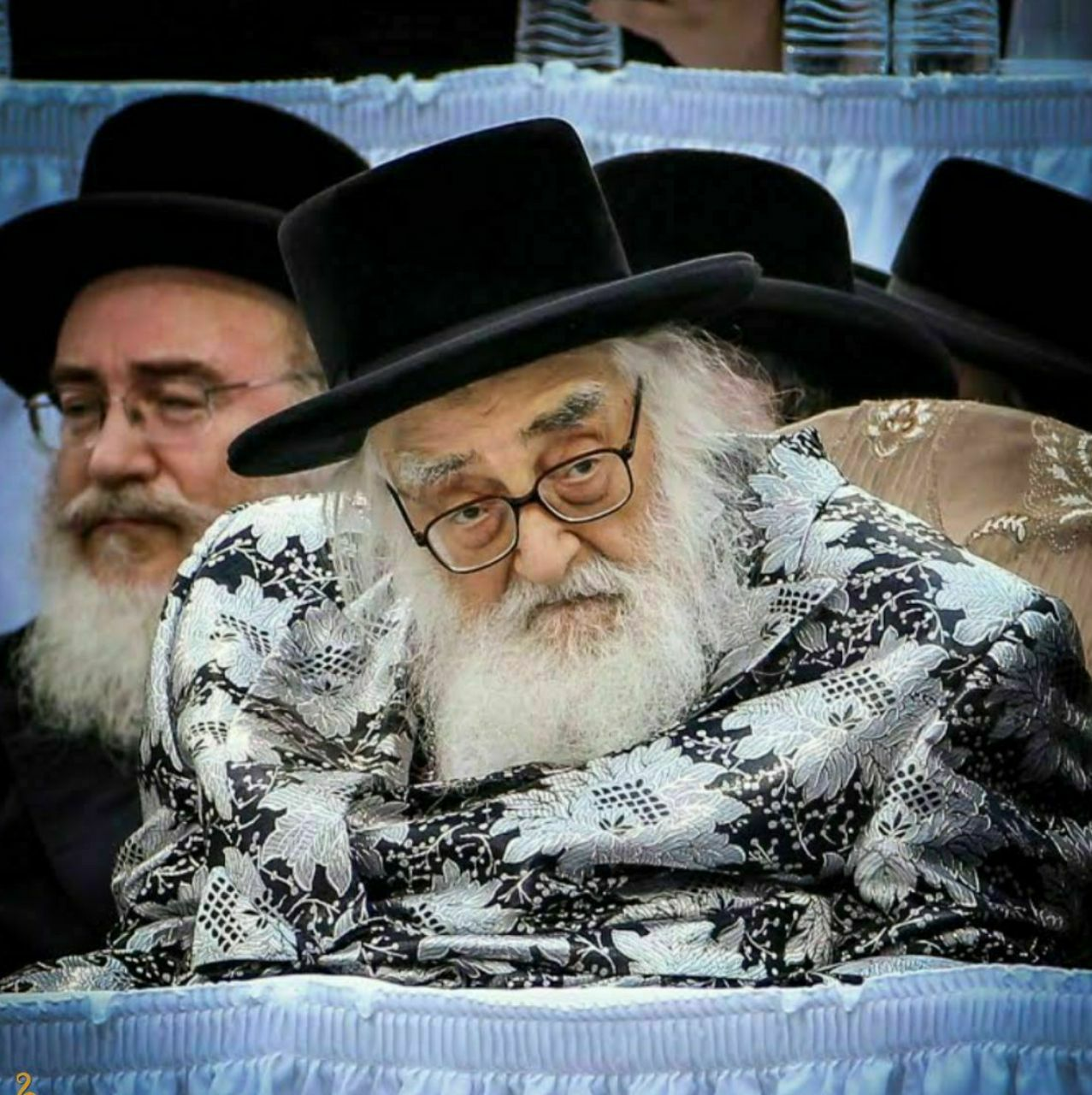
Mordechai Hager (1922-2018), een Viznitzer Rebbe in New York
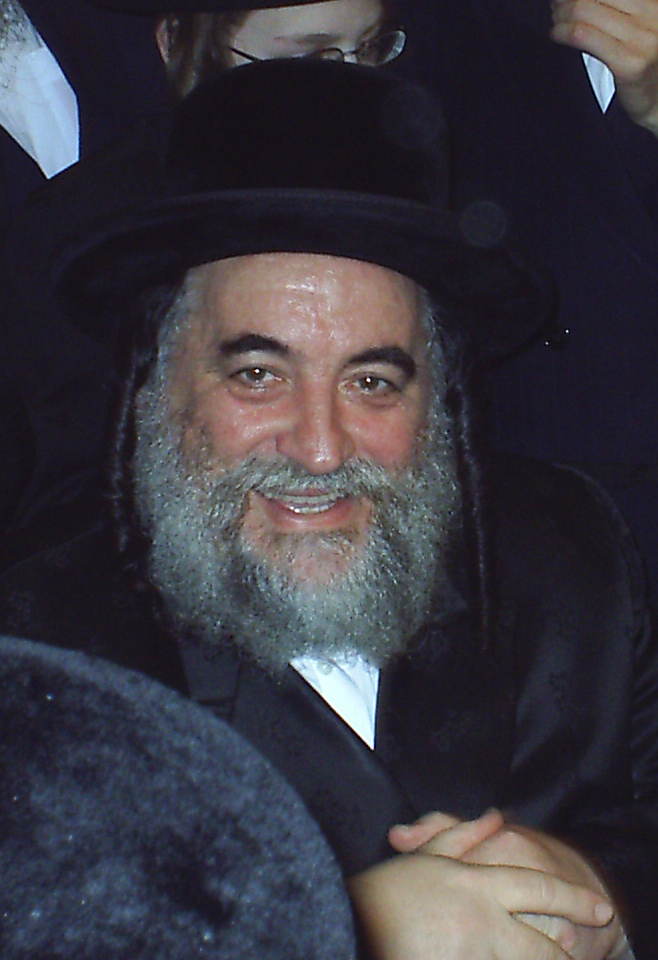
Yisroel Hager (geboren 19 april 1945), de grootrabbijn van Bnei Brak